# 아스투리아스 여공 레오노르
아스투리아스 여공 레오노르(스페인어: Leonor, Princess of Asturias, 2005년 10월 31일 ~ )은 스페인의 국왕 펠리페 6세와 그의 왕비 레티시아 사이에서 태어난 장녀이자 스페인의 공주이다. 본명은 레오노르 데 토도스 로스 산토스 데 보르본 오르티스(스페인어: Leonor de Todos los Santos de Borbón Ortiz)이다. 2015년 5월 20일 레오노르는 가톨릭 관습에 따라 첫 영성체를 받았다. 그녀의 대부모는 그녀의 친조부모인 후안 카를로스 1세와 스페인 왕대비 소피아이다.
그녀의 부모가 현재 아들을 두고 있지 않기 때문에 아버지 펠리페 6세에 이어 스페인 왕위 계승 순위 1위 즉, 추정상속인에 올라와 있으며 스페인의 왕위 계승자에 해당하는 직위인 아스투리아스 공 칭호를 받았다. 그 다음 왕위 계승권자로는 그녀의 여동생인 소피아 공주가 있다.
그녀는 2008년 9월 15일 마드리드 외곽의 아라바카 에 있는 산타 마리아 데 로스 로살레스 학교에서 초등학교 1학년을 시작했다. 그녀의 아버지는 사립학교 졸업생이고 그녀의 여동생인 소피아 도 그곳에 재학 중이다. Leonor는 스페인어 와 영어에 능통하며 (영어는 영국 유모와 할머니인 스페인 왕대비 소피아에게서 배웠다) 그리고 중국어를 공부했다. 현재 산타 마리아 데로스 로살레스 학교에 재학 중이며 2021년 2월 10일, 그녀는 그해 가을부터 웨일즈 에 있는 United World College of the Atlantic (UWC Atlantic College)에 다닐 것이라고 발표되었다.
10번째 생일을 하루 앞둔 그녀는 아버지로부터 황금양털 훈장을 받았다. 또한 각료회 의는 그녀의 개인 기준과 지침의 디자인을 승인했다.  2018년 1월 펠리페 왕의 50번째 생일에 맞춰 왕은 공식적으로 레오노르에게 황금 양털 목걸이를 주었다.
2018년 9월, 레오노르는 아스투리아스 왕국 건국 1,300주년을 기념하기 위해 부모와 함께 코바 동가로 가서 궁전 밖에서 첫 공개 행사를 진행했다.  2018년 10월 31일, 레오노르 공주는 마드리드의 세르반테스 연구소에서 열린 첫 공개 연설에서 스페인 헌법의 첫 번째 조항을 낭독했다. 연설은 개헌 40주년이자 그녀의 13번째 생일과 일치했다.